# The Persuaders!
The Persuaders! va ser una sèrie de televisió anglesa, comèdia d'aventures, creada per Robert S. Baker i protagonitzada per l'actor britànic Roger Moore i l'estatunidenc Tony Curtis, coneguda a Espanya com Los Persuasores i a Hispanoamèrica com Dos tipos audaces. Fou produïda per ITC Entertainment, i emesa inicialment a ITV i ABC entre el 17 de setembre de 1971 i 25 de febrer de 1972.
Actualment és considerada una sèrie de culte.

## Descripció. Argument
La sèrie va ser protagonitzada per Tony Curtis com Danny Wilde i Roger Moore com a Lord Brett Sinclair (Rex Rupert George Robert Andrew Sinclair) Comte de Mannox; interpretant dos playboys internacionals posats a resoldre alguns problemes pel jutge anglès retirat Fulton.
Gran part de l'humor de la sèrie derivava de les diferències entre els costums britànics i estatunidencs. En un episodi Tony Curtis interpretant Danny Wilde diu Qui creuen que sóc, Tony Curtis?. El xou va acabar després d'una temporada, com a conseqüència dels baixos nivells d'audiència a la televisió dels EUA, malgrat el seu èxit en altres països, alliberant així Roger Moore per a protagonitzar les pel·lícules de James Bond. Roger Moore havia estat directament involucrat en la producció de la sèrie, fins i tot va dirigir dos capítols ("The Time and the Place"#6 i "The Long Goodbye"#13) on també treballava la seva filla. La necessitat d'una coestrella estatunidenca s'havia considerat per tots imperativa per a assegurar una emissió en la televisió als Estats Units Van ser rebutjades les eleccions de Rock Hudson i Glenn Ford. Tony Curtis va acordar el projecte de la sèrie i va volar a Anglaterra a l'abril de 1970 per a començar el rodatge de la sèrie.
El personatge de Brett Sinclair resulta ser un aristòcrata anglès, criat a Londres, molt estirat en la seva condició de noble. Sobri i elegant, educat en Harrow School (el mateix col·legi al que va assistir Winston Churchill) i la Universitat d'Oxford (es desconeix en quina disciplina). Esportista, es mostra practicant rem i rugbi. També es fa referència a un passat militar i a la seva activitat com a criador de cavalls pura sang i pilot de Fórmula 1.
El personatge de Danny Wilde és el seu contrapunt. Un típic home fet per si mateix ("self made mand"), menys formal i més obert. Criat al Bronx de Nova York, va estar an la Marina dels EUA, iniciat en els negocis immobiliaris i petroli convertint-se en una persona rica.
En la introducció de la sèrie exhibeixen els contrastos històrics entre tots dos personatges i el perfil de cadascun, fent referència les seves vides des dels seus inicis, acompanyat per la música de John Barry.
En el primer capítol s'introdueix la història. Dos homes que no els uneix absolutament res es veuen obligats a treballar forçadament en alguns casos en particular per un Jutge anglès (Fulton) retirat. Amb el transcurs de la sèrie tots dos homes es reconeixen a gust fent aquests treballs i travant amistat.

## Repartiment
- Roger Moore: Lord Brett Sinclair.
- Tony Curtis: Danny Wilde.
- Laurence Naismith: Jutge Fulton

## Automòbils
- Brett Sinclair/Roger Moore: Aston Martin DBS V8 (chassis number DBS/5636/R). Encara que en la sèrie utilitza una placa personalitzada (BS 1 - Brett Sinclair 1-) en l'episodi "L'or de Napoleó" va circular amb la seva placa original: "PPP 6H"[3]
- Danny Wilde/Tony Curtis: Ferrari Dino 246 GTS (chassis number 00810). Circulava amb la seva placa original de Mòdena (Itàlia) "221400.mo"[4]

## Llista d'episodis
1. Overture de Basil Dearden
2. The Gold Napoleon de Roy Ward Baker
3. Take Seven de Sidney Hayers
4. Greensleevesde David Greene
5. Powerswitch' 'de Basil Dearden
6. The Time and the Place de Roger Moore
7. Someone Like Me de Roy Ward Baker
8. Anyone Can Play de Leslie Norman
9. The Old, the New and the Deadly de Leslie Norman
10. Angie... Angie de Val Guest
11. Chain of Events de Peter Hunt
12. That's Me Over There de Leslie Norman
13. The Long Goodbye de Roger Moore
14. The Man in the Middle de Leslie Norman
15. Element of Risk de Gerald Mayer
16. A Home of One's Own) de James Hill
17. Five Miles to Midnight de Val Guest
18. Nuisance Value de Leslie Norman
19. The Morning After de Leslie Norman
20. Read and Destroy de Roy Ward Baker
21. A Death in the Family de Sidney Hayers
22. The Ozerov Inheritance de Roy Ward Baker
23. To the Death, Baby de Basil Dearden
24. Someone Waiting de Peter Medak[5][6]